# 岩瀬城総合娯楽センター
岩瀬城総合娯楽センター（いわせじょう そうごうごらくセンター）は、茨城県桜川市にある宿泊施設を備えた休養施設である。

## 概要
岩瀬盆地にそびえる長辺寺山の頂上にあり、仁平工務店（桜川市岩瀬1340）の系列である仁平産業株式会社が運営している。演劇を目玉としており、月替わりで劇団を招いて毎日公演している。
岩瀬城と名乗っているが戦国時代の古城である岩瀬城跡は別の位置にあり、当娯楽センターの位置に城があった記録はない。

## 入園料
- 演劇+食事+入浴：3,000円から5,000円
- 演劇+宿泊：9,178円

## 園内施設
- 大衆劇場
- 宿泊施設
- 展望風呂
- 与楽観音堂
- 天守閣
- 武家屋敷
- 大手門
- 鐘つき堂
- 観照園（バーベキュー城）
- カフェ 天空の櫻

## 交通アクセス
水戸線岩瀬駅より送迎バス